# Monarquismo na Rússia

Grande Coroa Imperial da Rússia (desenho).

Monarquismo na Rússia (em russo:  Монархизм в России) é um grupo de movimentos políticos associados ao apoio à ideia da monarquia como a estrutura estatal da Rússia. No Império Russo, as primeiras organizações políticas de uma ala monárquica começaram a aparecer na década de 1880, e o movimento monarquista desenvolveu-se especialmente ativamente no período de 1905 a 1917. Foi então que surgiram grandes organizações monarquistas como a União do Povo Russo, que defendia a preservação da autocracia, e a União de 17 de outubro, que apoiava o estabelecimento de uma monarquia constitucional na Rússia. Revolução de 1917 levou à queda do sistema monárquico e à proibição de organizações monárquicas na Rússia, as atividades dos monarquistas foram quase totalmente paralisadas, estourou uma guerra civil, como resultado da morte ou fim da maioria das figuras proeminentes do movimento monárquico no exílio. Após o colapso da URSS, as organizações monarquistas na Federação Russa começaram a reaparecer e, em 2012, surgiu o primeiro Partido Monarquista oficialmente registrado da Federação Russa, proclamando também o objetivo de estabelecer uma monarquia constitucional. Em abril de 2013, o porta-voz da Igreja Ortodoxa Russa, arcipreste Vsevolod Chaplin, afirmou que a Igreja não descarta o renascimento da monarquia na Rússia. Em abril de 2015, ele propôs combinar monarquia e socialismo na Rússia. No início de 2016, o Partido Monarquista anunciou sua disposição de ir às eleições para a Duma Estatal, em 2017 seu líder Anton Bakov concorreu à presidência da Federação Russa. Em julho de 2017, outro porta-voz da Igreja Ortodoxa Russa, o metropolita Hilarião, afirmou que "a Igreja Ortodoxa Russa está pronta para participar de um diálogo sobre a restauração da monarquia na Rússia".